# Религия и общество

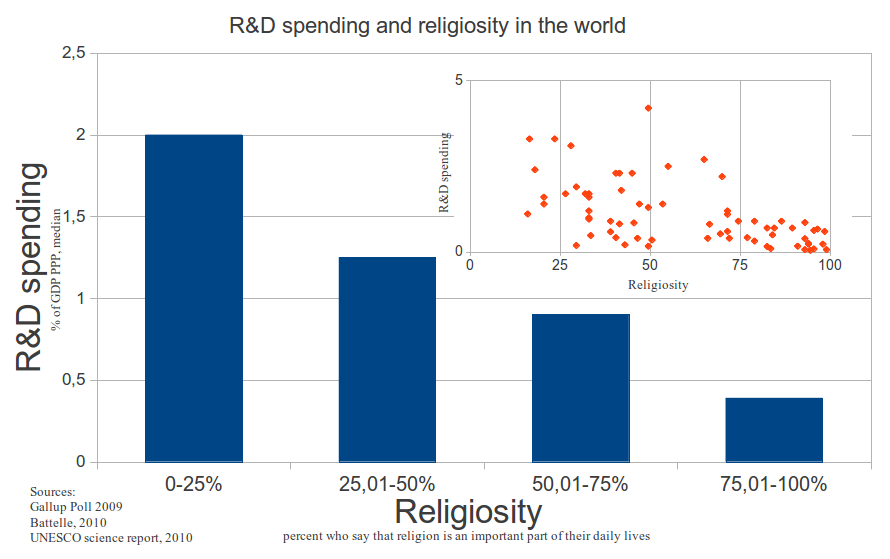
Корреляция расходов на науку и религиозности в мире

## Религия и наука
Основную тяжесть религиозного вмешательства в науку несут на себе биологические науки. Например, эволюция, исследования стволовых клеток и клонирование подвергались нападкам, хотя и в разной степени и с разных направлений, со стороны религиозных активистов. Кроме того, есть свидетельства того, что эволюционное мышление само по себе может отдалить учёных от веры в Бога.

### Точки зрения

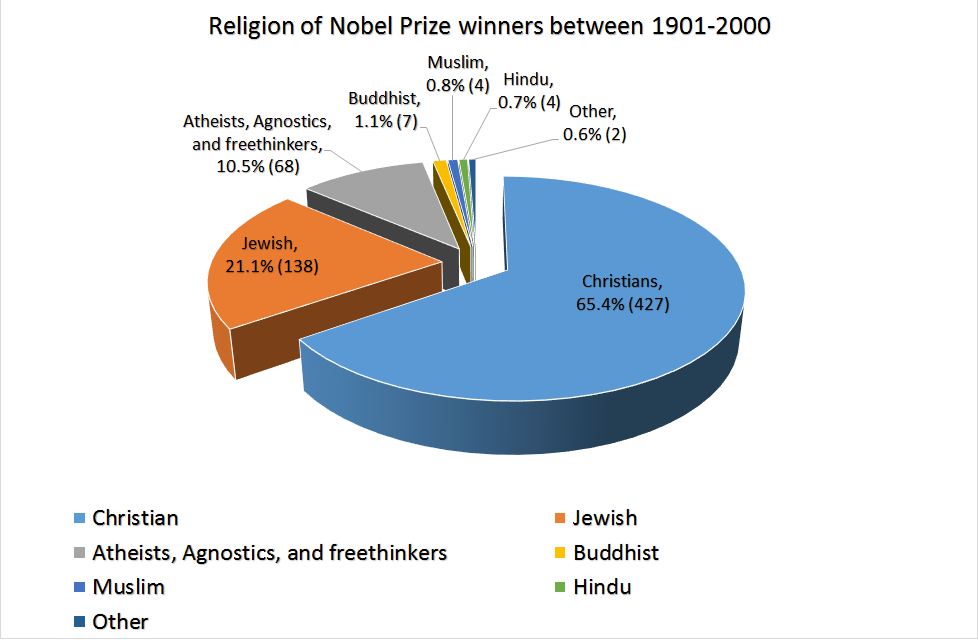
Религии лауреатов Нобелевской премии между 1901 и 2000 годами

По вопросу взаимодействия науки и религии существует несколько точек зрения, которые можно условно разделить на четыре типа:
1. Конфликт. Согласно этой точке зрения наука и религия находятся в противоречии и несовместимы друг с другом. Известными представителями данной точки зрения являются Эндрю Диксон Уайт, Ричард Докинз, Ричард Фейнман, Фрэнсис Крик, Питер Эткинс, Виталий Гинзбург.
2. Независимость. Наука и религия имеют дело с различными областями познания. Данная точка зрения основывается на учении о трансцендентном Иммануила Канта, сформулированном в «Критике чистого разума».
3. Диалог. Области познания перекрываются и возникает необходимость устранения противоречий по отдельным вопросам путём опровержения, либо согласования позиций.
4. Интеграция. Обе области познания объединяются в целостную систему рассуждений. Отстаивается некоторыми философами и теологами, например, Пьером Тейяром де Шарденом, Ианом Барбуром.

Старший научный сотрудник Pew Research Center Дэвид Маски (журналист, историк, религиовед) так же указывает на существование полностью противоположных взглядов на взаимоотношения науки и религии. Одна точка зрения трактует эти взаимоотношения как вражду, примерами чего являются процесс Галилея и нападки на Чарлза Дарвина со стороны Англиканской Церкви. Противоположная точка зрения трактует эти взаимоотношения как сотрудничество. По мнению Маски, на протяжении большей части древней и новой истории религиозные институты активно поддерживали научную деятельность. Например, практически все университеты Европы и Ближнего Востока были религиозно аффилированными, а многие учёные принадлежали к духовенству (например, Николай Коперник и Грегор Мендель), либо были известны как глубоко религиозные люди (например, Галилео Галилей, Исаак Ньютон, Иоганн Кеплер), которые часто рассматривали свои работы как «средство разъяснения Божьего творения».
В. В. Локосов (доктор социологических наук, сотрудник Института социально-политических исследований РАН) считает: «Многовековой спор науки и религии теряет остроту. Претензия науки на рациональное преодоление религиозного мировоззрения, трактовка его как отсталого, ущербного выглядит неубедительно. Гонения религии на научные исследования фактически сошли на нет. Исторический опыт показал, что научные достижения человека, общества могут плодотворно сочетаться с религиозными ориентациями».
М. О. Шахов (старообрядец-федосеевец, ответственный секретарь Совета православных приходов Преображенского монастыря, доктор философских наук, профессор РАГС и член комитета по делам общественных объединений и религиозных организаций Госдумы РФ) считает, что в науке имеют место «недоказуемые предпосылки» а также проблемы с достоверностью научного знания, и потому не стоит выводить за рамки науки суждения, допускающие вмешательство Бога или идеалистическое мировоззрение в целом. Его работа на эту тему, напечатанная в журнале «Вопросы философии» вызвала ответ Г. Д. Левина[какой?], напечатанный в том же выпуске.
Тибетский Далай-лама XIV утверждал, что верования не должны противоречить знаниям, и те верования, которые противоречат науке, можно смело отбрасывать. Он замечает, что индийские учителя ясно дали понять — буддийский подход должен всецело основываться на фактах и исследованиях, и если в буддизме обнаруживается нечто, не согласующееся с реальностью, то можно отклонять это и принимать факты, установленные в ходе научного исследования. В качестве примера он приводит «Абхидхармакошу» (энциклопедию Абхидхармы) в которой говорится, что мир плоский. «Мы не должны требовать, — говорит Далай-Лама, — чтобы буддисты, несмотря на научные открытия, верили в то, что мир плоский, только потому, что так говорится в „Абхидхармакоше“. Имеет ли мир форму квадратную или круглую, не имеет особого значения до тех пор, пока в нём царит благоденствие и покой».
Согласно существующим критериям научности, супранатурализм не может являться частью научных теорий, и является признаком, отличающим науку от псевдонауки.
«Основы социальной концепции Русской православной церкви», в качестве приемлемой модели отношения науки и религии рассматривают независимость и диалог:

Научное и религиозное познание имеют совершенно различный характер. У них разные исходные посылки, разные цели, задачи, методы. Эти сферы могут соприкасаться, пересекаться, но не противоборствовать. Ибо, с одной стороны, в естествознании нет теорий атеистических и религиозных, но есть теории более или менее истинные. С другой — религия не занимается вопросами устройства материи. …По своей природе только религия и философия выполняют мировоззренческую функцию, однако её не берут на себя ни отдельные специальные науки, ни все конкретно-научное знание в целом. Осмысление научных достижений и включение их в мировоззренческую систему может иметь сколь угодно широкий диапазон — от вполне религиозного до откровенно атеистического.

### Отношения в обществе
Отношения между религией и наукой могут быть противоречивыми: страны, а также штаты США с более высокой религиозностью оказывают меньшую финансовую поддержку науке.
Авторы одного кросс-национального исследования обобщили данные опросов об отношении к научным достижениям в период с 1981 по 2001 год, и провели некоторую корреляцию между отношением людей к научным достижениям и общей религиозностью населения. Согласно приведённому авторами графику, в некоторых странах с высокой религиозностью отмечается немного более дружелюбное отношение к научным достижениям, которое выражается в том, что на вопрос «навредят ли или помогут научные достижения человечеству в долгосрочной перспективе?» люди были более склонны отвечать «помогут» и «помогут некоторые из них». Исследователи также отмечают, что в Соединённых Штатах, в отличие от Европейских стран с аналогичным уровнем развития, наблюдается и высокий уровень веры и научный прогресс.
По данным других исследований, в Соединённых Штатах более благоприятное отношение общественности к науке, чем в Европе, России и Японии, несмотря на различия в религиозности.

### Религиозная вера у учёных
Вопрос о религиозной вере в среде учёных обсуждается с начала 20-го века.
Согласно опросам членов Американской ассоциации содействия развитию науки, американской Национальной академии наук, академии наук Великобритании и другим исследованиям, атеистов и агностиков среди учёных значительно больше, чем в основной части населения (по некоторым исследованиям, за исключением разве что врачей). Некоторые учёные объясняют это тем, что последние научные открытия, известные факты, научный способ получения знаний и вообще научное видение мира в наше время при непредвзятом подходе не оставляют места для веры в сверхъестественное, или по крайней мере заставляют усомниться в правдоподобности религиозных представлений.
Одно из первых исследований, касающихся вопроса религиозной веры у учёных провёл в 1914 году видный американский психолог Джеймс Льюба из Брин-Мор-колледж. Он обнаружил, что из 1000 случайно выбранных учёных в США 58 % были неверующими или сомневающимися, в то время как для 400 «великих учёных» из списка AMS, в состав которых входили только специалисты в области биологии, физики, астрономии и математики, эта цифра возросла до 70 %. Двадцать лет спустя Льюба повторил своё исследование в несколько иной форме и обнаружил, что эти числа выросли до 67 и 85 % соответственно.
В 1996 году профессор юридических наук и истории Эдвард Ларсон из Университета Джорджии повторил исследование Льюбы 1914 года и обнаружил что ситуация почти не изменилась — 60,7 % учёных выражали неверие или сомнение.
Льюба считал, что религиозность ученых должна снизиться со временем, по мере увеличения уровня образования в обществе, но исследования Ларсона 1996 года дали почти те же самые результаты. Ларсон прокомментировал это так: «Льюба неверно оценил либо человеческий разум, либо способность науки удовлетворить все человеческие потребности».
Также во время своих исследований Льюба объяснял причины столь высокого уровня атеизма среди «великих учёных» тем, что «представители этой группы являются носителями превосходных знаний, осознают мир в его целостности и обладают богатым опытом». Аналогичным образом высказался учёный из Оксфордского университета Питер Эткинс, комментируя исследование Ларсона 1996 года: «Вы, конечно же, можете быть ученым и исповедовать какую-либо религию, но я не думаю, что в этом случае вы можете быть настоящим исследователем в полном смысле этого понятия, поскольку научный стиль мышления совершенно не совместим с религиозными представлениями». Этот комментарий побудил Ларсона провести ещё одно исследование.
В 1998 году он решил воспроизвести исследование Льюбы для «великих учёных», критерием для выбора которых на этот раз стало членство в NAS. Общее количество её членов относительно небольшое, поэтому Ларсон опросил 517 исследователей указанных выше дисциплин и получил ответы в чуть более чем 50 % случаев. В результате выяснилось, что процент неверующих в Бога и жизнь после смерти среди биологов составляет 65,2 % и 69 % соответственно, тогда как среди учёных-физиков уровень атеизма ещё выше: 79 % и 76,3 %. Из остальных большинство составляли агностики в отношении обоих вопросов, и немногие были верующими. Наибольшее число таковых было среди математиков (14,3 % в Бога, 15,0 % в бессмертие). Уровень веры среди биологов был наинизшим (5,5 % и 7,1 %) и немного более высоким среди астрономов (7,5 % и 7,5 %). В общем среднее распределение для «великих учёных» в обоих исследованиях было таковым:
| 1914 год                 | Бог    | Жизнь после смерти |
| ------------------------ | ------ | ------------------ |
| Вера                     | 27,7 % | 35,2 %             |
| Неверие                  | 52,7 % | 25.4 %             |
| Сомнение или агностицизм | 20,9 % | 43,7 %             |

| 1998 год                 | Бог    | Жизнь после смерти |
| ------------------------ | ------ | ------------------ |
| Вера                     | 7 %    | 7,9 %              |
| Неверие                  | 72,2 % | 76,7 %             |
| Сомнение или агностицизм | 20,8 % | 23,3 %             |

И Льюба и Ларсон в своих исследованиях спрашивали ученых, верят ли они в Бога, в существование интеллектуальной и эмоциональной взаимосвязи между ним и человечеством, а также интересовались их отношением к «личному бессмертию». Респондентам предлагалось выбрать один из вариантов, подтверждая свою веру, неверие или агностицизм по каждому вопросу. Как в начале века, так и в конце ответы были анонимными.
Впрочем, эти исследования не остались без критики. Американский физический антрополог, исполнительный директор Национального Центра Образования США Евгения Скотт в своей статье «Правда ли что учёные не верят в Бога?» 1998 года утверждала, что «статья, опубликованная в Nature с заголовком „Великие учёные по прежнему отрицают существование Бога“ безосновательна». Скотт высказала мнение, что «вопрос как Льюбы, так и Ларсона касался только одного понимания Бога, „который воздействует на людей, которому можно молиться и ожидать ответа“, когда как — говорит Скотт, — есть и другие формы религиозности и понимания Бога». После чего Скотт приходит к выводу, что «в группу неверующих могло быть включено множество людей, у которых понимание Бога отлично от того, которое было обозначено в вопросе». По поводу исследования 1996 года, показавшего, что для произвольной выборки учёных в 1000 человек, неверующих или сомневающихся около 60 %, профессор социологии и сравнительного религиоведения из Университета штата Вашингтон в Сиэтле Родни Старк высказал похожее мнение: «поскольку вопросы в исследовании Льюбы были так узко сформулированы, результаты, возможно, показывают недооцененные религиозные настроения в среде учёных». Сам Ларсон по этому поводу отметил, что, действительно, некоторые учёные присылали ему письма с обратной связью, в которых они сообщали о том, что формулировка вопросов является для них не совсем подходящей. Но, как сообщает Ларсон, в данном исследовании он стремился как можно точнее воспроизвести исследование Льюбы 1914 года, чтобы выяснить, снизилось ли среди учёных количество ортодоксально верующих.
По данным, опубликованным в июне 2005 года исследователями из Университета медицины Чикаго, среди врачей США верующих гораздо больше, чем среди остальных учёных. В опубликованной статье говорится, что согласно более раннему исследованию, 76 % американских врачей верят в Бога и 59 % считают, что существует тот или иной вид загробной жизни. Но исследование июля 2005 года, изначально проведённое онлайн, показало что среди американских докторов 90 % посещают религиозные учреждения хотя бы изредка (что выше общего уровня населения — 81 % для всех взрослых людей США), и 50 % врачей утверждают, что религиозные верования влияют на принимаемые ими решения.
Опрос среди действующих ученых в области естественных наук, являющихся членами Американской ассоциации содействия развитию науки (AAAS), проведённый исследователями из Pew Research Center в мае-июле 2009 года, показал, что члены этой группы, в общем, гораздо менее религиозны, чем население в целом. «Действительно, — сообщает автор, — исследование показывает, что вера в Бога и в высшую силу среди учёных встречается примерно в два раза реже, чем среди представителей широкой общественности». Согласно опросу, чуть больше половины (51 %) учёных верят в божество или высшую силу в той или иной форме. В частности, 33 % учёных утверждают, что верят в Бога, а 18 % заявляют, что верят во «всеобщий дух» или «высшую силу». В то же время среди всех американцев в какую-либо форму божества или высшей силы верят 95 %, среди которых 83 % американцев говорят что верят в Бога и 12 %, что верят во «всеобщий дух» или «высшую силу». В общем, опрос Pew Research Center среди учёных выявил, что 41 % из их числа не верит в существование Бога или какой-либо высшей силы, а опрос общественности, что только 4 % американцев придерживаются того же взгляда.
Согласно отчету за 2015 год, опубликованному социологами Университета Райса, значительная доля представителей научного сообщества идентифицируют себя в качестве верующих и не находят противоречий между собственными научными и религиозными взглядами. В ходе опроса 9 422 физиков и биологов во Франции, Гонконге, Индии, Италии, Тайване, Турции, Великобритании и США выяснилось, что только меньшинство специалистов находят конфликт между религией и наукой. В частности, в Великобритании — 32 %, в США — 29 %. В некоторых странах ученые более религиозны, чем население в целом: в Гонконге — 39 % по сравнению с 20 % населения в целом, в Тайване 54 % и 44 %, соответственно. Элейн Экланд, автор исследования, отметила, что «такие закономерности бросают вызов давним предположениям о нерелигиозном характере ученых всего мира».

### Исследование Элейн Экланд
В 2005—2009 годах социолог Элейн Экланд (англ.) проводила исследования, главным предметом которых был вопрос о том, как учёные относятся к религии. Вместе с коллегами она опросила 1646 учёных из 21 университета, из которых у 271 взяла интервью. Результаты были опубликованы в нескольких журналах на научную тематику, а также в виде отдельной монографии под издательством Оксфордского университета «Наука против религии: что на самом деле думают ученые».
По мнению профессора истории науки и медицины из Университета Висконсина Рональда Намберса, «с тех пор, как сто лет назад начались исследования религиозности ученых, никто не сделал такого глубокого и широкого исследования, как Экланд».
В своей монографии Экланд утверждает: «Многое из того, что мы думали о вере выдающихся учёных было неправильным. „Непреодолимая вражда“ между наукой и религией — это лишь шарж, мысль-клише, которая, возможно, является неплохой сатирой на групповое мышление, но навряд ли отражает реальность». Как считает Экланд, «исследование поставило под сомнение бытующее мнение о взаимосвязи между секуляризаций и развитием науки», «для общественности будет очень полезно знать, что в действительности говорят ученые на эти темы, а не просто верить стереотипам». Согласно выводам Экланд по крайней мере 50 % учёных считают себя принадлежащими к той или иной религиозной традиции.
Некоторые другие результаты, которые приводит Экланд:
- 34 % атеистов (12 % из них назвали себя «духовными»), 30 % агностиков, 36 % верующих (9 % полностью уверены в существовании Бога, 14 % сомневаются, но утверждают о наличии веры, 8 % верят в высшую силу, но не в персонифицированного Бога, 5 % «верят в Бога иногда»). В то время как в целом взгляды оказались более атеистическими чем в остальной части населения США, исследование показало что около трети (36 %) этих учёных поддерживают ту или иную веру в высшие силы, что значительно меньше, чем доля в приблизительно 90 % общего американского населения.
- Большинство учёных, которые в той или иной степени выразили веру в Бога, назвали себя «либерально верующими».
- 6 % учёных заявили что являются противниками религии (из числа интервьюированных (275 человек) таковых было 5), 15 % считают, что религия не находится в противоречии с наукой, 15 % считают, что между наукой и религией существует конфликт, и 70 % считают, что религия и наука конфликтуют только в некоторых аспектах[41][42][43].
- "Религиозные учёные сообщили о том, что религиозные убеждения влияют на способ размышления о моральных последствиях своей работы, а не на их научную практику[44].
- В целом, при определенных обстоятельствах даже самые религиозные ученые описывали в самом позитивном плане их нерелигиозных коллег. Это, вероятно, говорит о том, что интеграция науки и религии для ученых не так уж и неприятна[41].
- Большинство ученых, давших интервью, не сообщали о том, что на их выбор повлияла наука. «Скорее всего, причины их неверия отражают обстоятельства, при которых другие американцы находят себя: они не росли в религиозной семье; у них был плохой опыт при взаимодействии с религией; они не одобряют действия Бога или видят Бога слишком изменчивым. Для других религия просто не имеет никакого отношения к их научной деятельности» — пишет Экланд[45].
- Назвавшие себя атеистами ученые распределились так:
  - Физика — 40,8 %
  - Химия — 26,6 %
  - Биология — 41 %
Общий процент среди ученых естественных наук — 37,6 %
  - Социология — 34 %
  - Экономика — 31,7 %
  - Политология — 27 %
  - Психология — 33 %
Общий процент среди ученых гуманитарных наук — 31,2 %[46].

Экланд утверждает, что те учёные, которые верят в Бога, быть может «живут скрытно», чтобы избежать дискриминации. Другие, которых она называет «духовными предпринимателями», ищут творческие способы работы с напряжённостью между наукой и верой, выходя за пределы традиционных религиозных ограничений. Книга сконцентрирована на портрете 10 типичных мужчин и женщин, работающих в ведущих американских исследовательских институтах в области социальных и естественных наук. Экланд выяснила, что учёные-верующие и учёные-скептики пытаются привлечь больше религиозных студентов в свои классы. Она утверждает, что многие ищут «студентов на рубеже», чтобы преодолеть барьер, разделяющий науку и религию, и преодолеть конфликт тезисов.
По словам Алана Лешера, генерального директора Американской ассоциации содействия развитию науки (AAAS), результаты, полученные Экланд, не удивительны: научное сообщество включает себя людей с разным мировоззрением, от евангелистического до атеистического.

#### Критика исследования Экланд
Джейсон Розенхаус, член Ассоциации профессоров математики университета им. Джеймса Мэдисона критически отозвался о некоторых заявлениях, решениях и истолкованиях результатов Экланд, как, например, о её решении не включить математиков, но социологов в её определение «учёного», и, как говорит Розенхаус, что «она явно отдавала предпочтение тем, кто был готов сладко говорить о религии». Касательно её утверждения «В нашем путешествии от личной и до общественной религиозной жизни учёных, мы встретим около 50 процентов выдающихся учёных как Маргарет, религиозных в традиционном смысле этого слова» Розенхаус отмечает, что «религиозный в традиционном смысле» — это совершенно не чёткое определение. Он говорит, что если ей угодно, она может ссылаться на цифру в 47 %, однако утверждать о том, что 47 % учёных «религиозны в традиционном смысле» — лишь вводить в заблуждение, так как только 25 % учёных имеют какую-либо веру в бога (из которых твёрдо уверены в существовании бога лишь 9 %), даже если большее число связывает себя с теми или иными религиозными традициями. После ещё нескольких критических замечаний, Розенхаус заключает: «Её попытки свести к минимуму степень конфликта между наукой и религией провалились».

### Религия и уровень образованности
Исследования, изучающие взаимосвязи между уровнем образования и религиозностью, так же как и исследования о распространённости веры среди учёных, проводятся с начала 20-го века.
В 1969 году комиссией Карнеги проводилось обширное исследование академических и социально-политических проблем, в ходе которого был также затронут вопрос взаимосвязи между религиозностью и образованностью. Исследование было весьма обширным — было привлечено более шестидесяти тысяч преподавателей и других научных сотрудников колледжей и университетов, это приблизительно 25 % штата последних в США на то время. В результате было установлено, что уровень религиозности ученых на то время был относительно высоким. Верующими себя назвали 60 % математиков и 55 % физиков; от 55 % до 49 % верующими были политологи, социологи и изучающие науки об экономике, жизни и обществе; среди психологов и антропологов верующих было 33 % и 29 % соответственно.
В 1985 году некоторые авторы в своих исследованиях приходили к выводу, что уровень образования практически не влияет на религиозность и участие в церковной жизни.
В Великобритании, согласно исследованиям почётного профессора психологии Ольстерского университета Р. Линна, «интеллектуальная элита» намного чаще, чем обычные люди, причисляет себя к атеистам. По его мнению, спад религиозности в обществе за последнее столетие объясняется повышением уровня образования.
На проведённое Линном исследование и сделанные им выводы поступило несколько критических замечаний. Г. Линч, директор Центра Религии и Современного Общества колледжа Birkbeck в Лондоне считает, что «в своем исследовании Ричард Линн не учитывает множество социальных, экономических и исторических факторов, которые также оказывают влияние на число верующих», а связывание веры и интеллекта подобным образом «может привести к неправильным выводам, будто религия является чем-то примитивным, в то время как в лице религии мы имеем дело со сложным комплексом вопросов как религиозного так и культурного характера».
Дэвид Хардман, один из ведущих лекторов в Столичном университете Лондона тоже высказался по этому поводу: «Проведение полноценного эксперимента по выявлению взаимосвязи между уровнем интеллекта и религиозностью представляется довольно затруднительным, — говорит Дэвид Хардман, — Тем не менее, в других областях знаний существуют доказательства того, что людям с более высоким уровнем интеллекта присуща более развития способность подвергать сомнению и ниспровергать знания, основанные на интуиции».
Существуют также исследования, отмечающие положительную взаимосвязь между образованием и религиозностью в некоторых странах. Так, в Австралии среди верующих, посещающих христианские церкви, процент людей, окончивших университет или аспирантуру составил 23 %, когда как показатель для населения в целом является 13 %.
Социолог Дженнифер Гланвил в ходе своего исследования установил, что посещение церкви или другая подобная деятельность, связанная с достаточно активным времяпрепровождением в кругу взрослых и сверстников, помогает улучшить у детей подросткового возраста их средний экзаменационный балл (GPA).
Последние исследования говорят о том, что результаты предыдущих, более ранних исследований, которые показывали, что получение высшего образования и учёба в колледже оказывают разъедающее воздействие на религиозные убеждения подростков — на сегодняшний день не актуальны, и в настоящее время учёба в колледже практически никак не влияет на религиозные убеждения, и даже может способствовать их прогрессированию. Такой сдвиг во влиянии образования на религию за последние двадцать лет объясняется действием множества совокупных факторов. В их числе, судя по всему, всевозрастающее влияние различных тайных и парацерковных объединений и организаций, продвигающих свои альтернативные идеи, и тем самым подкрепляющих веру и религиозные практики в учебных заведениях. Другим фактором может выступать то, что учебные заведения сами меняют своё отношение и учебную программу в сторону большей дружелюбности и поддержки религиозным интересам своих студентов. Ещё одной частью объяснения может быть увеличение числа религиозных преподавателей в светских колледжах и университетах, которые дают пример для подражания, показывая способы совмещения высшего образования и религиозной веры. Другим фактором выступает рост числа религиозных колледжей и университетов, которые обучают своих верующих студентов объединять веру и образование и оказывают влияние на общество и культуру в целом.
Согласно одному из недавних исследований, в среднем, по США, среди безрелигиозных людей уровень образования немного выше, чем среди религиозных. Некоторые безрелигиозные люди объясняют свой отказ от религии тем, что они получили превосходное образование, но в то же время, есть некоторые религиозные группы, уровень образования в которых значительно выше, чем в безрелигиозных.
По словам доктора философии Демьяна Беляева, «В США, в Швейцарии и в России отмечалась негативная корреляция между уровнем образования и религиозной активностью человека, как и должно быть, исходя из того, что более образованные лучше осведомлены о современных естественнонаучных взглядах на мир, которые не оставляют в нем места для сверхъестественного». Тем не менее, в ходе исследования, участие в котором приняли 1601 человек из 48 субъектов РФ, выявилось, что люди пожилого возраста с низким уровнем образования устойчиво реже верят в ряд феноменов, чем пожилые люди со средним образованием. Пожилых людей с высшим образованием в данной выборке нашлось слишком мало для того, чтобы делать какие-либо выводы. Группа от 18 до 24 лет не тестировалась, так как почти все опрошенные в этой группе имеют средний уровень образования. Для людей в возрасте от 25 до 39 статистически значимых различий в религиозности между лицами со средним и высоким уровнем образования найдено не было, а для людей от 40 до 54-х летнего люди с высоким образованием значительно реже верили в традиционно-христианские представления, но чаще в эзотерические и оккультные, что в ходе других, более крупных исследований отмечалось также для людей в общем и в Европейских странах и в России. Это может объясняться тем, что люди с высоким образованием более склонны воспринимать картину мира, предлагаемую традиционными религиями, как «примитивную», и обращаться в духовных поисках к эзотерике, привлекающей их «наукообразностью» языка её теоретиков. В целом же, Беляев отмечает, что исходя из данных обо всех исследованиях за последнее время, наименьший процент верующих наблюдается среди людей с очень низким и с очень высоким уровнем образования, и практически никак не коррелирует для людей с просто средним и высшим.

## Религия и преступность
По данным Федеральной службы исполнения наказаний (ФСИН) темп прироста верующих среди осужденных почти вдвое превышает темп роста общей численности осужденных, при этом доля верующих среди заключённых выше доли верующих в целом по России, заключённые значительно чаще посещают церковные службы. В то же время, речь в указанных исследованиях идёт лишь о росте религиозности среди людей, которые уже попали в места лишения свободы, и ничего не говорится про уровень религиозности и конфессиональную принадлежность людей до совершения преступлений и после выхода на свободу.
Некоторые специалисты по криминологии считают, что религия помогает понижать уровень преступности, хотя и не является панацеей. Эта точка зрения высказывается в некоторых учебниках по криминологии:

Вывод России из кризиса, забота государства о духовно-нравственной сфере жизни, рост благосостояния будут уменьшать социальную базу проституции. Большое место в её профилактике занимает религия, немаловажна в нравственном возрождении падших женщин роль священников разных конфессий.

Религия с её проповедями ненасилия, любви и взаимопомощи, скромности и послушания, с её умением умиротворить людей имеет большие возможности для снижения социальной напряженности в целом и тревожности женщин, в частности.
Аналогичную точку зрения высказывают и другие криминологи, при этом подчеркивая, что необходимо вовремя выявлять причины накапливаемых разногласий и суметь предотвращать совершение преступлений на религиозной основе.
По словам начальника НИИ ФСИН, профессора, заслуженного деятеля науки В. И. Сильвестрова, «среди верующих православных осужденных почти в два раза меньше злостных нарушителей режима».
По сведениям заместителя директора ФСИН России Алексея Величко, появление священника в местах отбытия наказания качественно меняет ситуацию: уходит агрессия, появляется позитивная внутренняя мотивация.
В справочнике по корреляции преступности авторы приводят данные, согласно которым районы с более высокой религиозностью имеют более низкие показатели преступности. Однако сравнительный анализ 50 штатов США показал, что уровень религиозности в штате тем выше, чем больше в нём совершается убийств и преступлений с применением насилия, хотя исследователи отмечают, что эта связь является не прямой, а опосредственной, и главным фактором здесь выступает социальное неравенство.

## Религия и здоровье
В статье в Psychiatric Times Дэвида Ларсона — президента Национального Института исследований в области Здоровья (США), и его соавторов, — «Забытый фактор в Психиатрии: Религиозная посвященность и психическое здоровье» авторы пришли к выводу, что «отсутствие религиозных или духовных интересов остается серьёзным фактором риска развития алкоголизма и наркомании». С другой стороны, духовность может помогать преодолеть злоупотребление алкоголем или наркотиками, например: «45 % пациентов, проходивших религиозные программы излечения зависимости от опиатов, год спустя оставались свободными от наркотиков — по сравнению с 5 % получавшими помощь в рамках нерелигиозных общественных программ» (Desmond and Maddux, 1981). Другие исследования показывают более низкий уровень депрессий и злоупотребления алкоголем и наркотиками; например, исследование 1900 пар близнецов-женщин показали значительно более низкий уровень депрессии, злоупотребления табаком, алкоголем и наркотиками среди тех, кто был более религиозен.
Глобальный обзор по эпидемиологии самоубийств «A global perspective in the epidemiology of suicide by JM Bertolote» приводит сравнительную таблицу по числу самоубийств среди приверженцев различных религий; по данным этого исследования, наиболее высокое число самоубийств совершено атеистами, а наименьшее — мусульманами.
«Американский журнал психиатрии» опубликовал статью Каниты Дервич и других авторов (Maria A. Oquendo, Michael F. Grunebaum, Steve Ellis, Ainsley K. Burke, and J. John Mann) «Религиозная принадлежность и попытки самоубийства», в которой на основании проведённого исследования ученые сделали вывод, что «религиозная принадлежность коррелирует с меньшей склонностью к совершению самоубийства в случае стационарных больных», а также отметили, что «не имевшие религиозной принадлежности люди в течение жизни делали больше попыток самоубийства и имеют большее количество родственников, совершивших суицид, чем религиозные люди». Среди ответов на вопрос, что удерживает религиозных людей от суицида, были такие как «Я верю что только Бог имеет право отнимать жизни», «Мои религиозные убеждения запрещают это», «Я боюсь попасть в ад», и «я считаю это аморальным». Также в этой статье было отмечено, что в странах с официально установленной религией уровень самоубийства ниже, чем в государствах со светской формой правления. Отчасти такое занижение может объясняться озабоченностью в религиозных странах по поводу социальной стигмы.
Исследователи в клинике Майо изучали связь между религиозностью и физическим, психическом здоровьем, качеством жизни, и другими показателями. Авторы сообщают, что «большинство исследований показали, что религиозность связана с улучшением здоровья, большей продолжительностью жизни, качеством жизни (причем, даже во время течения неизлечимых заболеваний), а также способствует меньшему числу беспокойств, депрессий и склонностей к самоубийству».
Исследование General Social Survey (GSS), проведенное в США в 1998 г, также указывает на положительную взаимосвязь между религиозностью и здоровьем.
В исследовании, проведенном в 2000-м году в Центре по изучению старения и развития человека США среди 3851 человек, и опубликованном в «Journal of Gerontology», авторы пришли к выводу, что пожилые люди, которые участвуют в религиозной деятельности, имеют значительно меньшую смертность по сравнению с людьми, безучастными к религии.
Психологи Пол Уинк (Paul Wink) и Джулия Скотт (Julia Scott) из Веллеслей (Wellesley College) в 2006-м году также опубликовали результаты своего исследования в Journals of Gerontology в своей статье о религиозности и страхе смерти в старости. Исследователи привлекли 155 пожилых людей в возрасте 60-70 лет, а также воспользовались результатами предыдущих исследований. Выяснилось, что в наименьшей степени боятся смерти наиболее религиозные люди.
Соотношение между религиозностью родителей и психологическим благополучием детей тоже было предметом научного исследования. Так, согласно исследованию, опубликованном на сайте Американской Психиатрической Ассоциации, дети и подростки из семей, где матери регулярно ходят в церковь, значительно более благополучны в психологическом и медицинском отношении, чем в семьях, где посещение церкви редко, или отсутствует.
Профессор Эндрю Кларк из Парижской Школы Экономики отмечает, что, согласно проведенным его сотрудниками исследованиям, верующие более счастливы и легче переносят жизненные удары — такие, как, например, потеря работы. Это же отмечает и ряд других исследований: например, обзор «Религия и психическое здоровье», опубликованный бразильскими психиатрами из университета Сан-Паулу — верующие демонстрируют заметно более высокий уровень психологического благополучия.
Согласно исследованию фонда Gallup, проведенному в США среди 550 000 человек, религиозно верующие люди имеют более высокое качество жизни, меньшую склонность к депрессиям и тревогам, склонность к более здоровому образу жизни. Эти данные взяты с учётом других различий, определяющих качество жизни: возраста, пола, расовой и этнической принадлежности, региона и т. п. Зависимость этих показателей от уровня религиозности, впрочем, не прямая — во всех исследованных религиозных группах наибольшее благополучие испытывали глубоко религиозные люди, среднее — слаборелигиозные, а промежуточная группа была наименее благополучной.
Ян Ван Кенг и Чан Чун Юк из Департамента прикладных социальных наук Гонконгского политехнического университета в своем обзоре, посвящённом исследованиям о влиянии религиозности на психическое здоровье, отмечают: «В последнее время взгляды о связи между религиозностью и психическим здоровьем кардинально изменились. Очевидно, что большое множество психологических, психиатрических, медицинских, общественных, социологических и эпидемиологических исследований, проведенных в течение последних двух десятилетий, доказали полезные и защитные свойства религиозности. Эти же исследования показывают, что религия — важнейший аспект в человеческой жизни. Эмпирические доказательства, полученные в ходе этих исследований, очевидно, контрастируют со скептическим и враждебным отношением к религии Фрейда и с другими ранними мнениями учёных, которые в значительной степени формировались на основе негативного опыта встреч с пациентами».
Некоторые нетрадиционные формы религиозных движений могут оказывать отрицательное влияние на здоровье человека. Негативное воздействие на психофизиологическое состояние человека характерно для деструктивных тоталитарных сект. Во многих публикациях подчеркивается роль неблагоприятной для психического здоровья деятельности представителей «оккультной медицины», основанной как на представлениях из далекого прошлого (астрология, колдовство, порча, сглаз), так и на современных парапсихологических воззрениях (экстрасенсорное восприятие, биоэнергетика). Указанные явления с одной стороны, создают благоприятную почву для деятельности деструктивных религиозных сект, а с другой — приводят к росту психических расстройств с религиозно-мистическими переживаниями.

## Религия и политика
Взаимоотношения церкви и государства могут выражаться одним из двух способов:
- наличие государственной церкви, за которой закреплено привилегированное положение по сравнению с другими вероисповеданиями;
- режим отделения церкви от государства и школы от церкви.

Отделение церкви от государства означает лишь её отделение от учреждений управления, поскольку церковь представляет собой не только духовную, но и социальную организацию, и государство активно взаимодействует с церковью в сфере социальных отношений и в режиме отделения церкви от государства.
Российский государствовед Л. А. Тихомиров выделял три типа отношений государства к религии:
- превращение государственной власти в центр религии (цезаропапизм);
- подчинение государства церковным учреждениям (папоцезаризм);
- союз государства с церковью (симфония властей).

Папоцезаризмом называют ситуацию, в которой патриархи церкви имеют возможность управлять делами светского правительства. В наиболее ярком виде папоцезаризм был характерен для средневековой Западной Европы, где католическая церковь во многом определяла политическую ситуацию в ней, хотя и далеко не всегда, о чём свидетельствует, например, авиньонское пленение пап.
Под цезаропапизмом понимается явление, когда светские власти имеют чрезмерное влияние на церковь, особенно когда они пытаются определять её вероучение. Термин часто ассоциируется с Византией и послепетровской Россией. При этом сама православная церковь рассматривает в качестве идеальных отношений с властью в стране, где православная религия является государственной, симфонию — обоюдное сотрудничество, поддержка и ответственность, подчеркивая, что попытки отдельных представителей светских властей взять на себя, кроме вполне законных полномочий, ещё и власть в сфере вероучительной, были явлениями эпизодическими и нехарактерными.
Религия в ряде случаев может выполнять организационно-политическую функцию, мотивируя политические действия, формируя идеологию и способствуя созданию политических доктрин.
В истории России формы переплетения политики и религии сводятся к следующим:
- Религия как определённая мировоззренческая система, включающая обязательные общественно-нравственные установки, определяет умонастроения своих последователей, их жизненные устремления, социальное поведение, политические действия.
- Воздействие на политику оказывают конфессиональные организации и священнослужители. В зависимости от особенностей конкретной религии это воздействие может быть открытым и всеобъемлющим или преобладающим (например, в ряде мусульманских регионов). В регионах с развитыми светскими традициями руководство религиозных объединений высказывается за неучастие в политической жизни, против вмешательства в политику партий, в государственные дела, однако определённую политику при этом осуществляют не сами религиозные учреждения, а примыкающие к ним специфические общественно-политические институты, в первую очередь, различные созданные по конфессиональному признаку движения и структуры.
- Взаимодействие политики и религии проявляется в использовании религии в своих интересах политическими деятелями различных ориентаций, в первую очередь, стоящими у власти.
- Религиозный фактор присутствует в политике и в тех случаях, когда верующие, участники массовых движений, обращаются к религии для оправдания своих собственных действий, для идеологического обоснования своих интересов, надежд, чаяний. Религиозными лозунгами (христианскими, мусульманскими, буддистскими и др.) вдохновлялись социальные и национально-освободительные движения от начального периода формирования Российского государства до наших дней во многих его регионах.